# Museo del Romanticismo Alemán
El Museo del Romanticismo Alemán (en alemán: Deutsches Romantik-Museum) es un museo dedicado al romanticismo alemán, ubicado en el distrito de Innenstadt de Fráncfort, Alemania.
El museo se inauguró en septiembre de 2021 y está gestionado por la Freies Deutsches Hochstift, que también gestiona la adyacente Casa de  Goethe. La colección está formada por manuscritos, cartas, pinturas y otros objetos que la Hochstift ha acumulado desde 1863.
El Museo del Romanticismo Alemán es el primer museo de su tipo, que se centra en los logros más importantes de toda la era romántica y no sólo en una región o un individuo específico.También se puede acceder a la Casa de Goethe a través de él, utilizando la misma entrada.

## Historia
La Freies Deutsches Hochstift fue fundada en 1859 con el propósito de promover la educación pública. Su fundador, Otto Volger, adquirió la casa natal de Goethe para la Hochstift en 1863. La Hochstift inició su colección de pinturas de los siglos XVII y XIX en 1863 y su colección de material romántico en 1911.  Ernst Beutler, director de la Hochstift entre 1925 y 1960, amplió la colección adquiriendo los manuscritos de Achim y Bettina von Arnim y Novalis. Beutler quería abrir un museo para exhibirlos en la casa de la familia Brentano (una casa noble de origen lombardo a la cual perteneció Clemens Brentano entre otros) en Große Sandgasse, pero ese edificio fue destruido por los bombardeos aéreos aliados en la Segunda Guerra Mundial.
En 2012, la Börsenverein des Deutschen Buchhandels ("Asociación Alemana de Editores y Libreros") abandonó sus instalaciones en Großer Hirschgraben 17-21 (el terreno adyacente a la Casa de Goethe), lo que presentó la oportunidad para que la Hochstift se hiciera cargo de la propiedad. Cuando la ciudad de Fráncfort decidió no financiar el proyecto, el comerciante de arte Karsten Greve donó un millón de euros para la construcción. Así, Greve fue el impulsor de la iniciativa de recaudación de fondos para asegurar la construcción del museo.
En octubre de 2013 el grupo inmobiliario ABG Frankfurt Holding lanzó un concurso de arquitectura llamado Goethehöfe, con 15 grupos invitados a participar. En junio de 2014, tres de ellos obtuvieron el segundo premio con la exigencia de finalizar sus propuestas en el plazo de dos meses. El 24 de septiembre de 2014, el jurado decidió combinar dos diseños y dar el visto bueno a los de Landes & Partner Architekten, y el nuevo edificio del museo al arquitecto alemán Christoph Mäckler.
La colocación de la primera piedra se realizó el 13 de junio de 2016 y la coronación del edificio fue el 11 de septiembre de 2017. Además del Museo del Romanticismo Alemán, todo el proyecto de construcción incluye un complejo residencial urbano, un amplio patio y un local para la compañía de teatro Fliegende Volksbühne. La inauguración del museo estaba prevista inicialmente para agosto de 2019, pero se retrasó debido a dificultades inesperadas con las obras de demolición y a la insolvencia de dos empresas constructoras implicadas. En la nueva fecha de inauguración, el 14 de septiembre de 2021, se realizó una proyección de luz del artista Robert Seidel en la fachada.
La colección permanente del museo presenta pinturas de Caspar David Friedrich y otros pintores románticos. Los manuscritos y las cartas ocupan un lugar destacado en la colección. El museo es único en su enfoque que abarca la era romántica alemana en su totalidad y posee la colección más grande relacionada con el romanticismo alemán en todo el mundo.
En agosto de 2022 se inauguró la primera exposición temporal del museo bajo el nombre Zeichnen im Zeitalter Goethes ("Dibujo en la época de Goethe"), que muestra dibujos de artistas conocidos como Heinrich Füssli y Johann Heinrich Wilhelm Tischbein de la colección de la Freies Deutsches Hochstift.

## Arquitectura
El arquitecto Christoph Mäckler tuvo que resolver el problema de diseñar un edificio para exposiciones que requiriera protección de la exposición a la luz, evitando al mismo tiempo la creación de una fachada sin ventanas junto a la histórica Casa de Goethe. "... en realidad deberíamos haber hecho una fachada cubierta de hormigón", dijo Mäckler.
Visto desde afuera, el pequeño tamaño de la fachada del edificio recuerda a tres casas, cada una con una ventana y una entrada distintas. Detrás de la fachada posmoderna hay una escalera recta que sube tres pisos, protegiendo las salas de exposición detrás de ella de la luz del día. Las escaleras se llaman Himmelstreppe ("escalera al cielo") porque parecen "interminables" a través de una ilusión óptica. El color azul, símbolo de la Blaue Blume del Romanticismo, predomina allí y se utiliza para otros acentos como el Blauer Erker, un tramo hacia la calle con ventanas de cristal azul, es decir, una ventana mirador. La arquitectura del nuevo edificio ha sido descrita como "espectacular", mientras que la Himmelstreppe ha sido llamada "una obra de arte en sí misma". El tercer piso ofrece una vista del horizonte de Fráncfort, haciendo que la Paulskirche, la Catedral y el edificio del Banco Central Europeo (BCE) parezcan estar ubicados uno al lado del otro.

## Galería

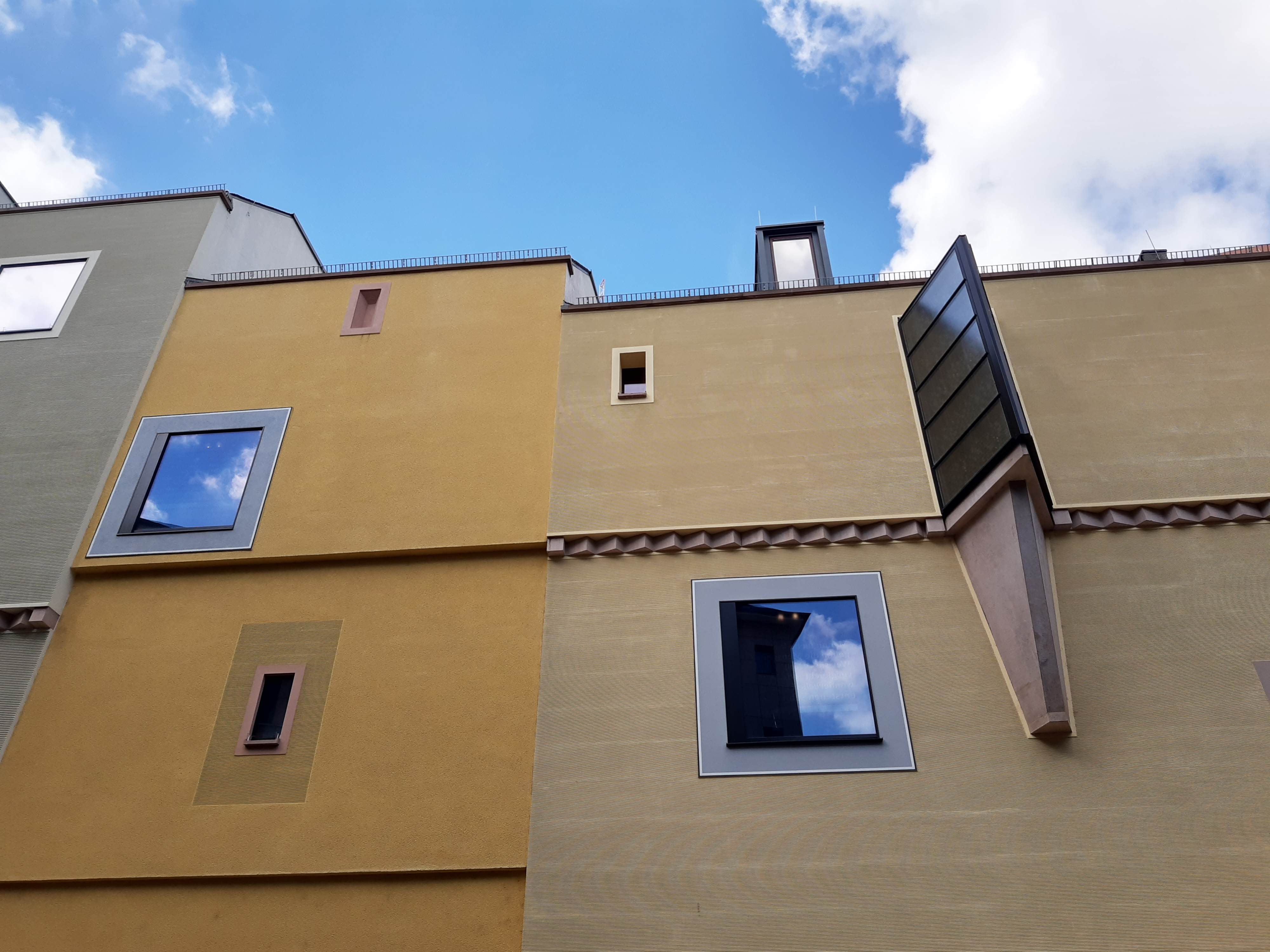
Fachada del museo con el Blaue Erker.
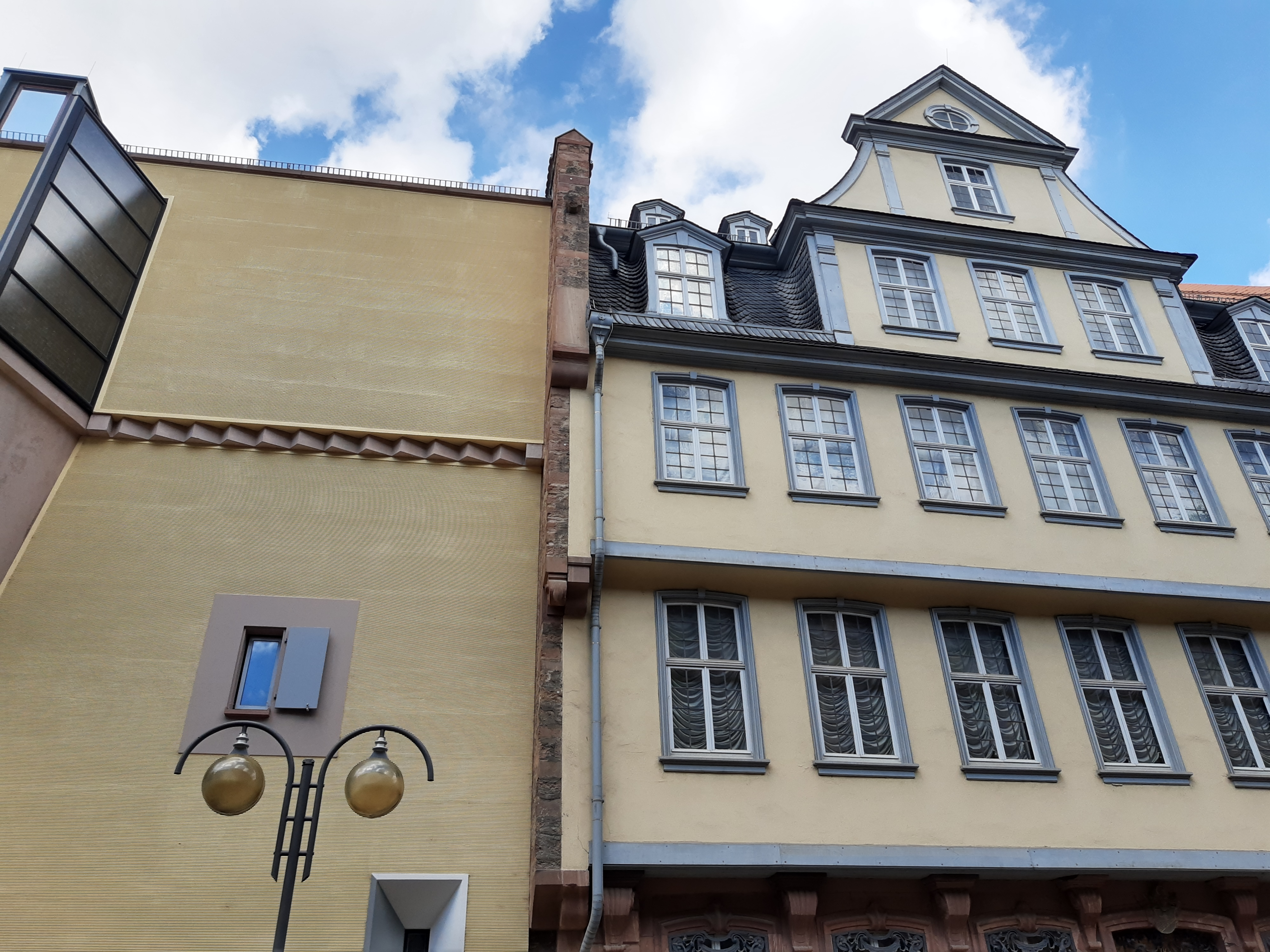
La casa de Goethe (derecha) y el museo.
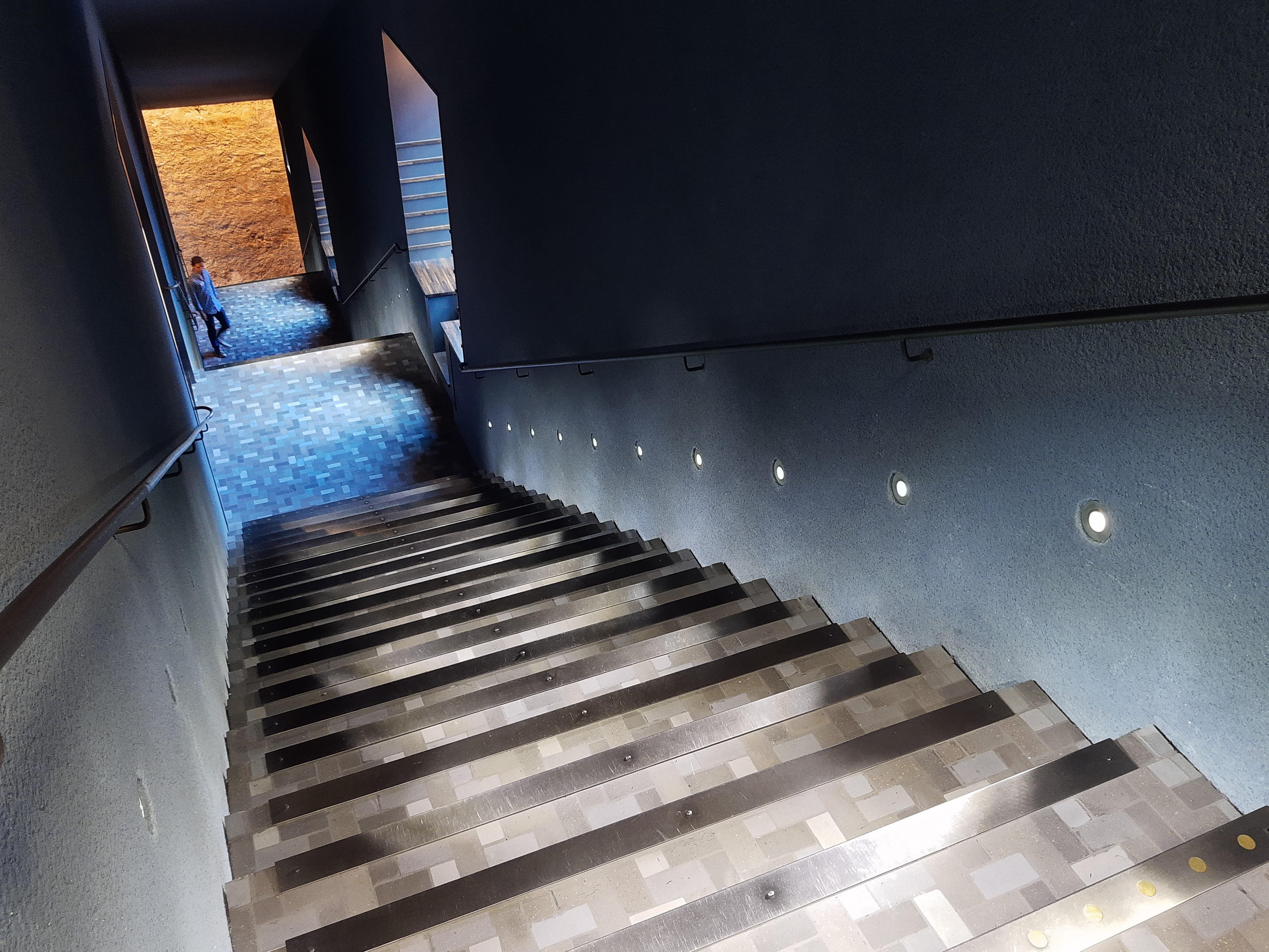
Himmelstreppe ("Escalera al cielo").
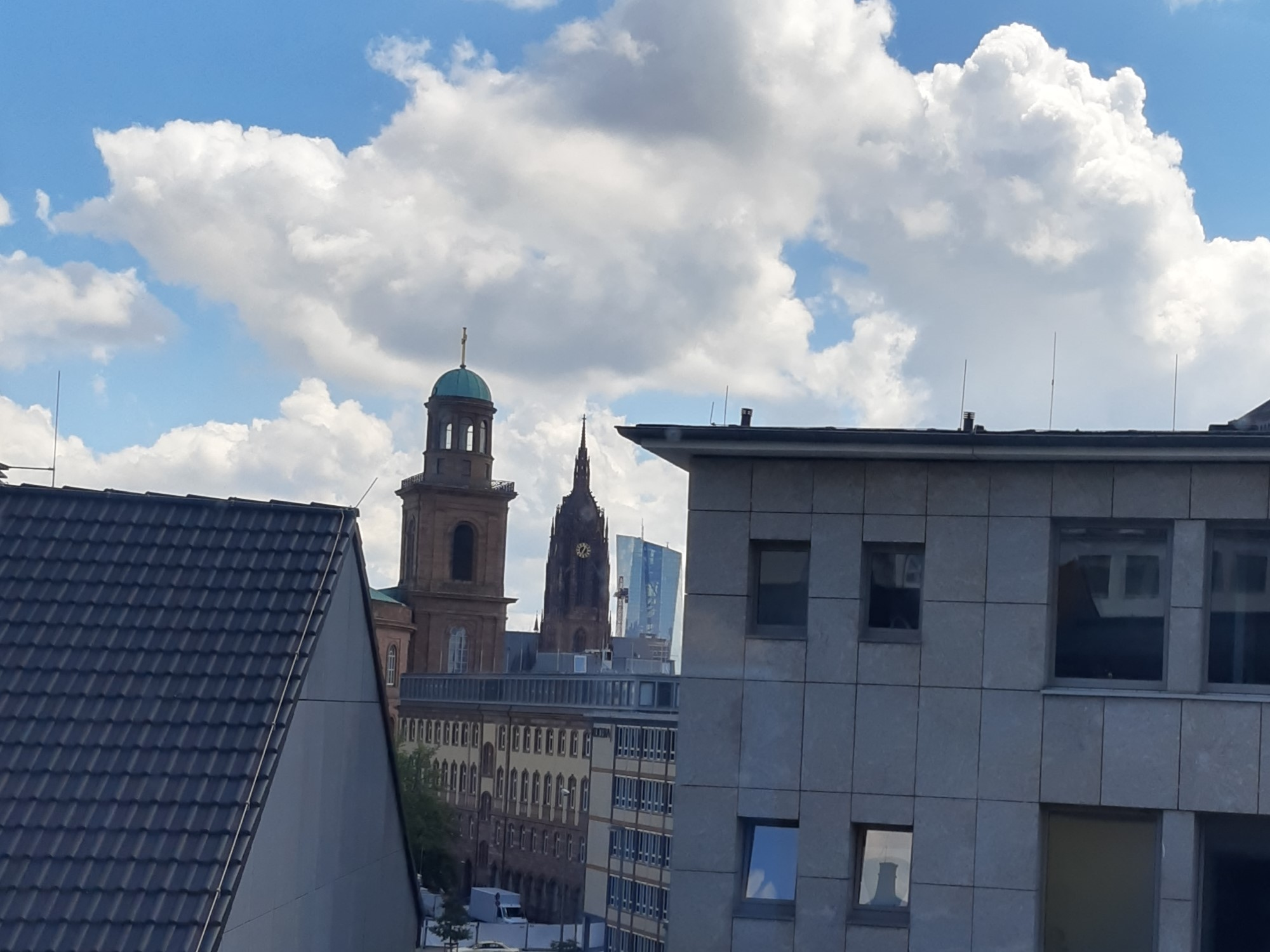
Vista de la Paulskirche, la Catedral y el BCE desde el tercer piso del museo.